# NGC 2991
NGC 2991 (również PGC 28079 lub UGC 5233) – galaktyka soczewkowata (S0), znajdująca się w gwiazdozbiorze Lwa. Odkrył ją John Herschel 24 lutego 1827 roku.